# Oisy (Nord)
Oisy és un municipi francès, situat a la regió dels Alts de França, al departament del Nord. L'any 2006 tenia 502 habitants. Limita al l'est amb Hérin, al sud amb Wavrechain-sous-Denain, al sud-oest amb Denain, a l'oest amb Haveluy i al nord-oest amb Bellaing.

## Demografia
| 1962                                       | 1968 | 1975 | 1982 | 1990 | 1999 | 2006 |
| ------------------------------------------ | ---- | ---- | ---- | ---- | ---- | ---- |
| 310                                        | 402  | 413  | 451  | 462  | 471  | 502  |
| Des de 1962: població sense dobles comptes |      |      |      |      |      |      |

## Administració
| Període   | Identitat           | Partit |
| --------- | ------------------- | ------ |
| 2001-2008 | Léon Lobry          |        |
| 2008-     | Monique Carbonnelle |        |